# Picrocleidus
Picrocleidus là một chi plesiosaur đã tuyệt chủng. Nó được biết đến nhờ loài điển hình duy nhất của chi, P. beloclis có niiên đại ở Trung Jura trong thành hệ Oxford Clay (tầng Callove), United Kingdom.